# Trevor Bates
Trevor Bates (Westbrook, 28 agosto 1993) è un giocatore di football americano statunitense che milita nel ruolo di linebacker per i New England Patriots della National Football League (NFL).

## Biografia

### Indianapolis Colts
Al college, Bates giocò a football all'Università del Maine. Fu scelto nel corso del settimo giro (239º assoluto) nel Draft NFL 2016 dagli Indianapolis Colts. Con essi disputò una sola partita, nel quinto turno contro i Chicago Bears, prima di venire svincolato il 13 ottobre 2016.

### New England Patriots
Il 7 novembre 2016, Bates firmò con i New England Patriots, con cui a fine anno vinse il Super Bowl LI.

## Palmarès

### Franchigia
- Super Bowl : 1

New England Patriots: LI
- American Football Conference Championship: 1

New England Patriots: 2016

## Statistiche
| Partite totali      | 1   |
| Partite da titolare | 0   |
| Tackle totali       | 0   |
| Sack                | 0,0 |
| Intercetti          | 0   |
| Fumble forzati      | 0   |

Statistiche aggiornate alla stagione 2016